# Guylaine Cloutier
Guylaine Cloutier (Lévis, 10 gennaio 1969) è un'ex nuotatrice canadese.
Specializzata nella rana, ha partecipato alle Olimpiadi di Atlanta 1996.

## Palmarès
- Giochi PanPacifici

Tokyo 1985: bronzo nei 200m rana.
Brisbane 1987: argento nei 100m rana.
Kobe 1993: bronzo nei 100m rana.
Atlanta 1995: argento nei 100m rana.
- Giochi panamericani

Mar del Plata 1995: argento nei 100m rana e nei 200m rana.
- Universiadi

Sheffield 1991: oro nei 100m rana.
Buffalo 1993: oro nei 100m rana e bronzo nei 200m rana.